# Joachim Ernst (Brandenburg-Ansbach)

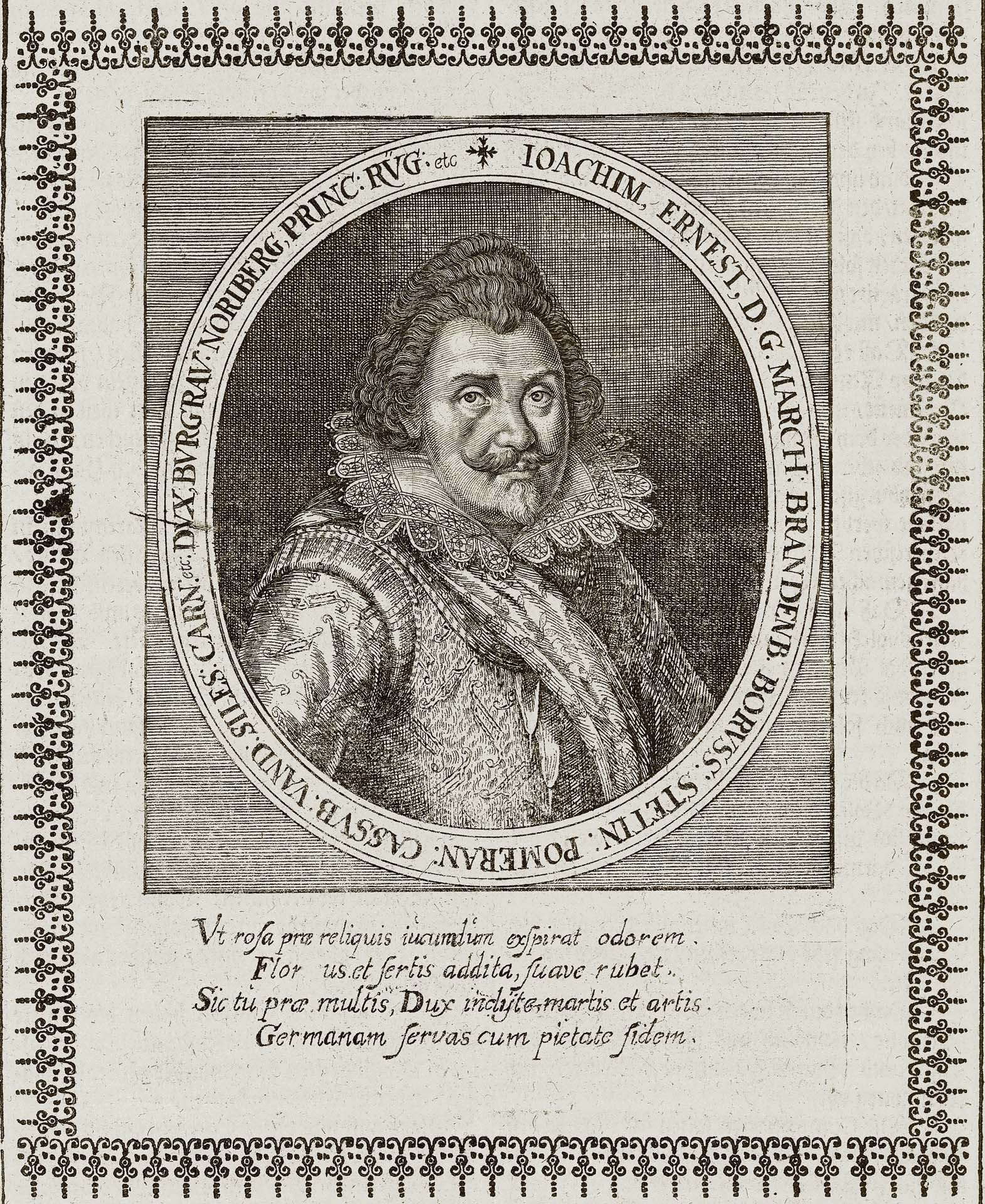
Kupferstich mit dem Porträt Joachim Ernst aus dem Werk Theatrum Europaeum von 1662

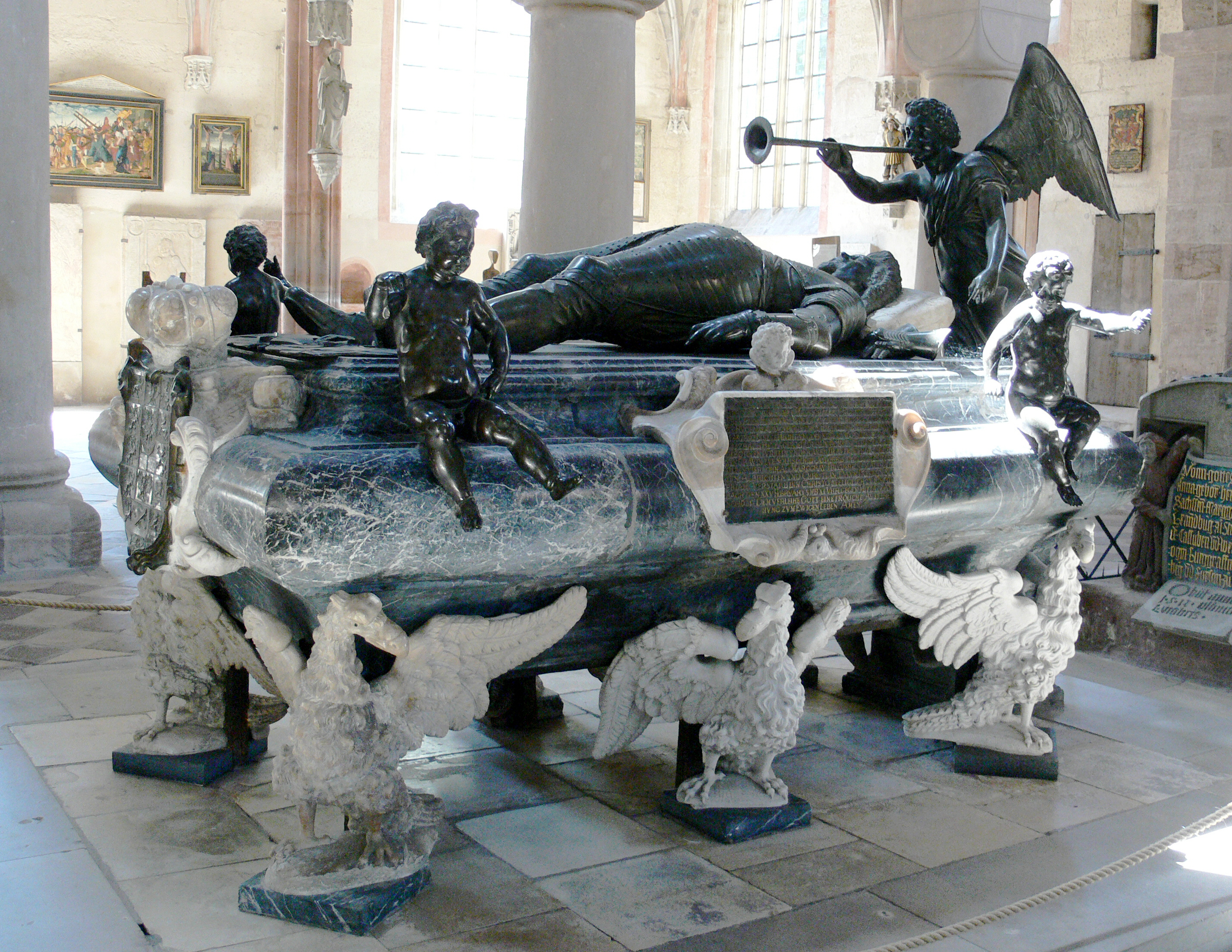
Grabmal des Markgrafen im Münster Heilsbronn

Joachim Ernst von Brandenburg-Ansbach (* 22. Juni 1583 in Cölln an der Spree; † 7. März 1625 in Ansbach) war Markgraf des fränkischen Fürstentums Ansbach von 1603 bis 1625.

## Leben

### Herkunft
Joachim Ernst war ein Sohn des Kurfürsten Johann Georg von Brandenburg und dessen dritter Ehefrau Elisabeth von Anhalt-Zerbst. Er übernahm 1603 die Regierung im Markgraftum Brandenburg-Ansbach, nachdem mit dem Tod von Georg Friedrich dem Älteren der Ansbach-Jägerndorfer Zweig der alten Linie der fränkischen Hohenzollern erloschen war. Von ihm wurde der Ansbacher Zweig der jüngeren Linie der fränkischen Hohenzollern begründet.

### Erbfolgeregelung
Sein Vorgänger Georg Friedrich hatte die Erbfolge in seinen beiden fränkischen Besitzungen Brandenburg-Ansbach und Brandenburg-Kulmbach in dem 1598 abgeschlossenen Geraer Hausvertrag geregelt. Entsprechend den Bestimmungen dieses Vertrages konnte Joachim Ernst die Herrschaft im Markgraftum Brandenburg-Ansbach antreten, während sein Bruder Christian das benachbarte Brandenburg-Kulmbach (später Brandenburg-Bayreuth) übernahm.

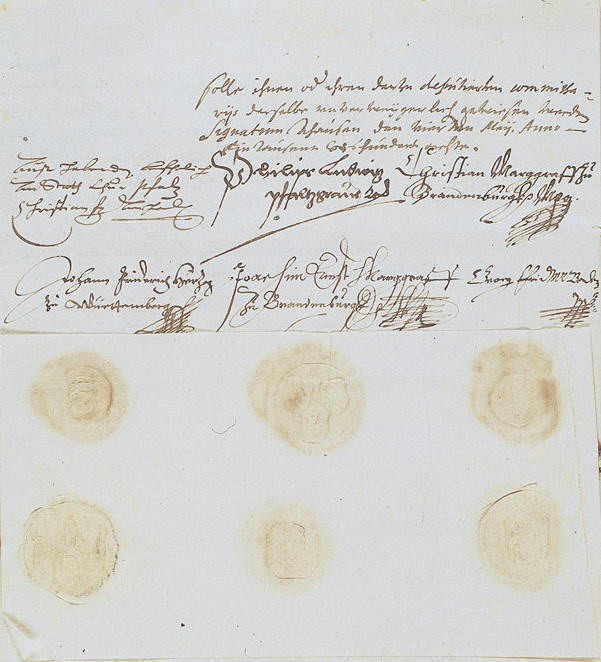
Gründungsurkunde der Protestantischen Union in Auhausen an der Wörnitz am 14. Mai 1608 (heute im Bayerischen Staatsarchiv): Joachim Ernst, Markgraf zu Brandenburg (in der Mitte)

### Protestantische Union
In den religiösen Konflikten zu Beginn des 17. Jahrhunderts tendierte Joachim Ernst hauptsächlich zum protestantisch-calvinistischen Lager, deshalb unterstützte er auch den niederländischen Freiheitskampf. Er beteiligte sich aktiv am Zustandekommen des protestantischen Bündnisses der Union, die 1608 auf seinem Herrschaftsgebiet im säkularisierten Kloster Auhausen bei Nördlingen gegründet wurde. Aufgrund seiner militärischen Erfahrungen war er als Generalleutnant das militärische Oberhaupt der Union. Eine seiner letzten Handlungen in dieser Rolle war der Abschluss des Mainzer Akkords im April 1621, bei dem es sich um einen dreimonatigen Waffenstillstand zwischen Union und kaiserlichen Truppen handelte. Angesichts der militärischen Übermacht des kaiserlichen Lagers löste sich die Union allerdings nach dem Ausbruch des Dreißigjährigen Krieges bereits am 24. April/4. Mai 1621 endgültig anlässlich des Heilbronner Unionstages auf. Nach der Selbstauflösung der Union wurde Joachim Ernst von der katholischen Gegenseite mitverantwortlich für den Ausbruch des Krieges gemacht und distanzierte sich daraufhin weitgehend von seinen bisherigen Verbündeten.

### Tod
Er starb 1625 nach einem Schlaganfall. Er wurde im Kloster Heilsbronn bestattet.

## Nachkommen
Er war seit 1612 mit Sophie von Solms-Laubach (1594–1651) verheiratet. Aus dieser Ehe sind hervorgegangen:
- Sophie (1614–1646)

⚭ 1641 Markgraf Erdmann August von Brandenburg-Bayreuth (1615–1651)
- Friedrich III. (1616–1634), Markgraf von Brandenburg-Ansbach
- Albrecht (*/† 1617)
- Albrecht II. (1620–1667), Markgraf von Brandenburg-Ansbach

⚭ 1. 1642 Prinzessin Henriette Luise von Württemberg-Mömpelgard (1623–1650)
⚭ 2. 1651 Gräfin Sophie Margarete von Oettingen-Oettingen (1634–1664)
⚭ 3. 1665 Prinzessin Christine von Baden-Durlach (1645–1705)
- Christian (1623–1633)